# Борин, Анатолий Васильевич
Анато́лий Васи́льевич Бо́рин (1918—1998) — советский лыжник и тренер по лыжным гонкам. Выступал на всесоюзном уровне на всём протяжении 1940-х и 1950-х годов, многократный чемпион СССР в различных лыжных дисциплинах, участник чемпионата мира в Швеции. На соревнованиях представлял Уральский военный округ и Свердловскую область, заслуженный мастер спорта СССР (1953). В качестве тренера подготовил многих известных спортсменов, в том числе его учениками были олимпийские чемпионы Владимир Меланьин и Анатолий Алябьев, заслуженный тренер СССР.

## Биография
Родился в 1918 году в селе Стёксово Ардатовского уезда Нижегородской губернии (ныне — Ардатовский район Нижегородской области).
Окончил ГОЛИФК им. Лесгафта в 1940 году.
Был военнослужащим, призван 11 июля 1941 года Парголовским РВК Ленинградской области. Воинское звание — капитан. В период Великой Отечественной войны проходил службу в Уральском военном округе. Во время службы активно занимался лыжным спортом, проходил подготовку в лыжном клубе Окружного дома офицеров в Свердловске и уже с 1941 года являлся тренером-преподавателем окружной сборной команды по лыжным гонкам.
Как спортсмен первого серьёзного успеха добился в 1943 году, когда на домашнем чемпионате СССР в Свердловске одержал победу сразу в двух дисциплинах: в эстафете 4 × 10 км и беге патрулей на 20 км. Год спустя на вновь прошедшем в Свердловске всесоюзном первенстве получил в программе эстафеты бронзу, уступив спортсменам из Москвы и Горького. На следующих аналогичных соревнованиях в составе сборной Свердловской области завоевал золотую медаль в беге патрулей, а также серебряные медали в эстафете и индивидуальной гонке на 50 км. Выполнил норматив мастера спорта в 1945 году.
После окончания Великой Отечественной войны закрепился среди элитных советских лыжников и вошёл в состав советской национальной сборной, где был подопечным тренера Г. В. Васильева. Так, на чемпионате СССР 1946 года в Свердловске он поднимался на пьедестал почёта во всех трёх мужских дисциплинах: одержал победу в гонке на 20 км, взял бронзу в гонке на 50 км, получил серебро в эстафете 4 × 10 км. В 1949 году на очередном всесоюзном первенстве от сборной команды РСФСР выиграл серебряную медаль в зачёте эстафетной гонки.
Начиная с 1950 года работал тренером в сборной команде СССР по лыжным гонкам, при этом оставался действующим спортсменом и продолжал принимать участие в крупных соревнованиях, в частности на чемпионате страны в Златоусте, выступая за свердловский спортивный клуб Вооружённых Сил, он получил серебряные медали в личных гонках на 20 и 50 км, тогда как в эстафете и беге патрулей на 30 км был лучшим среди всех своих соперников. В 1951 году в том же Златоусте стал третьим в пятидесятикилометровой гонке. На следующем всесоюзном первенстве в Свердловске завоевал золотые награды на тридцатикилометровой дистанции и в беге патрулей. В 1953 году на всесоюзных соревнованиях в Свердловске в составе местной команды Советской Армии одержал победу на пятидесяти километрах — по итогам сезона за выдающиеся спортивные достижения удостоен почётного звания «Заслуженный мастер спорта СССР».
Будучи одним из лидеров советской национальной сборной, в 1954 году Анатолий Борин удостоился права защищать честь страны на чемпионате мира по лыжным видам спорта в шведском Фалуне, тем не менее, выступил здесь не очень удачно, в гонке на 50 км занял лишь 26 место.
После завершения карьеры спортсмена в 1958—1960 гг. работал преподавателем в Военном институте физической культуры в Ленинграде.
С 1960 по 1981 годы тренировал мужские команды ЦСКА (Москва) и СКА (Ленинград). С 1980 по 1993 годы — тренер СКА (Ленинград). Кроме того, в 1965—1980 годах являлся тренером главной лыжной сборной СССР. За это время подготовил многих талантливых спортсменов. Среди наиболее известных его учеников — олимпийские чемпионы по биатлону Владимир Меланьин и Анатолий Алябьев, чемпионы СССР В. Щелканогов, В. Бутаков и др. За большой вклад в подготовку выдающихся спортсменов-лыжников в 1964 году присвоено звание «Заслуженный тренер СССР».
Последние годы проживал в Санкт-Петербурге, где умер в 1998 году. Похоронен на Северном кладбище Санкт-Петербурга.

## Награды
- Орден «Знак Почёта» (27.04.1957) — «за успехи, достигнутые в деле развития массового физкультурного движения в стране, повышения мастерства советских спортсменов, и успешное выступление на международных соревнованиях»
- медали «За победу над Германией в Великой Отечественной войне 1941—1945 гг.» (09.05.1945), «За боевые заслуги» (20.04.1953)[3],[4].